# ميا روز
ميا روز (بالبرتغالية: Mia Rose‏) هي مغنية وموسيقية ومغنية مؤلفة برتغالية، ولدت في 26 يناير 1988 في ويمبلدون في المملكة المتحدة.

## وصلات خارجية
- ميا روز على موقع IMDb (الإنجليزية)
- ميا روز على موقع قاعدة بيانات الفيلم (الإنجليزية)
- الموقع الرسمي